# Matilla de Arzón
Matilla de Arzón és un municipi de la província de Zamora a la comunitat autònoma de Castella i Lleó. Forma part de la mancomunitat Órbigo-Eria, dins la comarca de Benavente.

## Demografia
| 1991 | 1996 | 2001 | 2004 |
| ---- | ---- | ---- | ---- |
| 327  | 281  | 252  | 246  |